# Senhora dos Remédios
Senhora dos Remédios este un oraș în Minas Gerais (MG), Brazilia.